# Кинг, Сэмюэл
Сэмюэл Уорд Кинг (англ. Samuel Ward King; 23 мая 1786 — 20 января 1851) — американский политик, губернатор штата Род-Айленд (1841—43), управлявший штатом во время восстания Дорра.
Сэмюэл Уорд Кинг родился в Джонстоне, штат Род-Айленд 22 мая 1786 года в семье Уильяма Бордена и Уэлтиан Кинг. Он поступил в Университет Брауна, но не окончил его, выбрав вместо этого изучение медицины и получил диплом врача в Провиденсе 5 августа 1807 года. Кинг работал кассиром в Сельскохозяйственном банке в Онливилле. Во время англо-американской войны 1812 года он служил хирургом на американском капперском судне и в августе попал в плен к британцам. После обмена пленными Кинг стал помощником хиргурга в ВМС США, служил на кораблях «Уосп» и «Хорнет» и сопровождал капитана Джеймса Лоуренса, когда он был смертельно ранен в бою между «Чесапиком» и «Шанноном».
После войны Кинг возобновил медицинскую практику. В 1820 году он был избран городским клерком Джонстона и прослужил на этом посту до 1840 года. В 1838 году он был избран в Сенат Род-Айленда, где был избран губернатором, когда законодательный орган не смог выбрать победителя из трех кандидатов, ни один из которых которых не набрал необходимые пятьдесят процентов голосов и позже переизбирался три раза. Во время правления Кинга произошло восстание Дорра, участники которого под руководством Томаса Дорра стремились распространить избирательное право на неимущих. Мятежники избрали Дорра своим губернатором, а Кинг обратился к федеральному правительству, которое признало его законным губернатором. Когда дорриты предприняли попытку захватить власть, Кинг объявил военное положение, после чего армия Дорра рассеялась. После провала восстания Кинг ушел с поста губернатора, и в конечном итоге в Род-Айленде была принята более либеральная конституция.
20 мая 1813 году Кинг женился на Кэтрин Лэтэм (1795—1841). У них было четверо сыновей и 10 дочерей. Кинг скончался в Провиденсе 20 января 1851 года.